# بالماورن
بالماورن (بالإنجليزية: Balmahorn)‏ هو أحد جبال سلسلة جبال الألب بينيني وجزء من القمة الأم فيسميس يقع في كانتون فاليز، سويسرا. يبلغ ارتفاع الجبل حوالي 2870 متر، بينما يبلغ ارتفاع نتوء الجبل 97 متر.